# لندری بونفوی
لندری بونفوی (انگلیسی: Landry Bonnefoi؛ زادهٔ ۲۰ سپتامبر ۱۹۸۳) بازیکن فوتبال اهل فرانسه است.
از باشگاه‌هایی که در آن بازی کرده‌است می‌توان به باشگاه فوتبال یوونتوس، باشگاه فوتبال متس، باشگاه فوتبال دیژون، باشگاه فوتبال باستیا، باشگاه فوتبال کن، باشگاه فوتبال مسینا، و باشگاه ورزشی آمیان اشاره کرد.